# Chrám svatého Klementa mučedníka
Pravoslavný Chrám svatého mučedníka a papeže Klementa I., který se nachází na křižovatce ulic Pjatnickaya a Klimentovskij pereulok, spadá pod správu Moskevské městské eparchie a je největším chrámem ve svém rajónu.
Druhým oficiálním názvem stavby je Chrám Proměnění páně, podle zasvěcení hlavního oltáře.

## Dějiny

### První písemná zmínka
První písemná zmínka pochází z roku 1612. Chrám je upomínán v souvislosti s bitvou mezi ruskými vojenskými dobrovolnickými sbory a vojsky polsko-litevského krále Jana Karola Chodkiewicze. 24. dubna 1612 pod opevněným chrámem propukly boje mezi kozáky, bránicími pevnost, a pěchotou hejtmana Chodkiewicze. Polsko-litevská vojska pevnost krátce dobyla, ašak ruským dobrovolníkům pod vedením sv. Avraamije Palicyna se nakonec podařilo hejtmanova vojska vytlačit a chrám ubránit. Svědectví o bojích podává sám sv. Avraamij ve svých spisech.

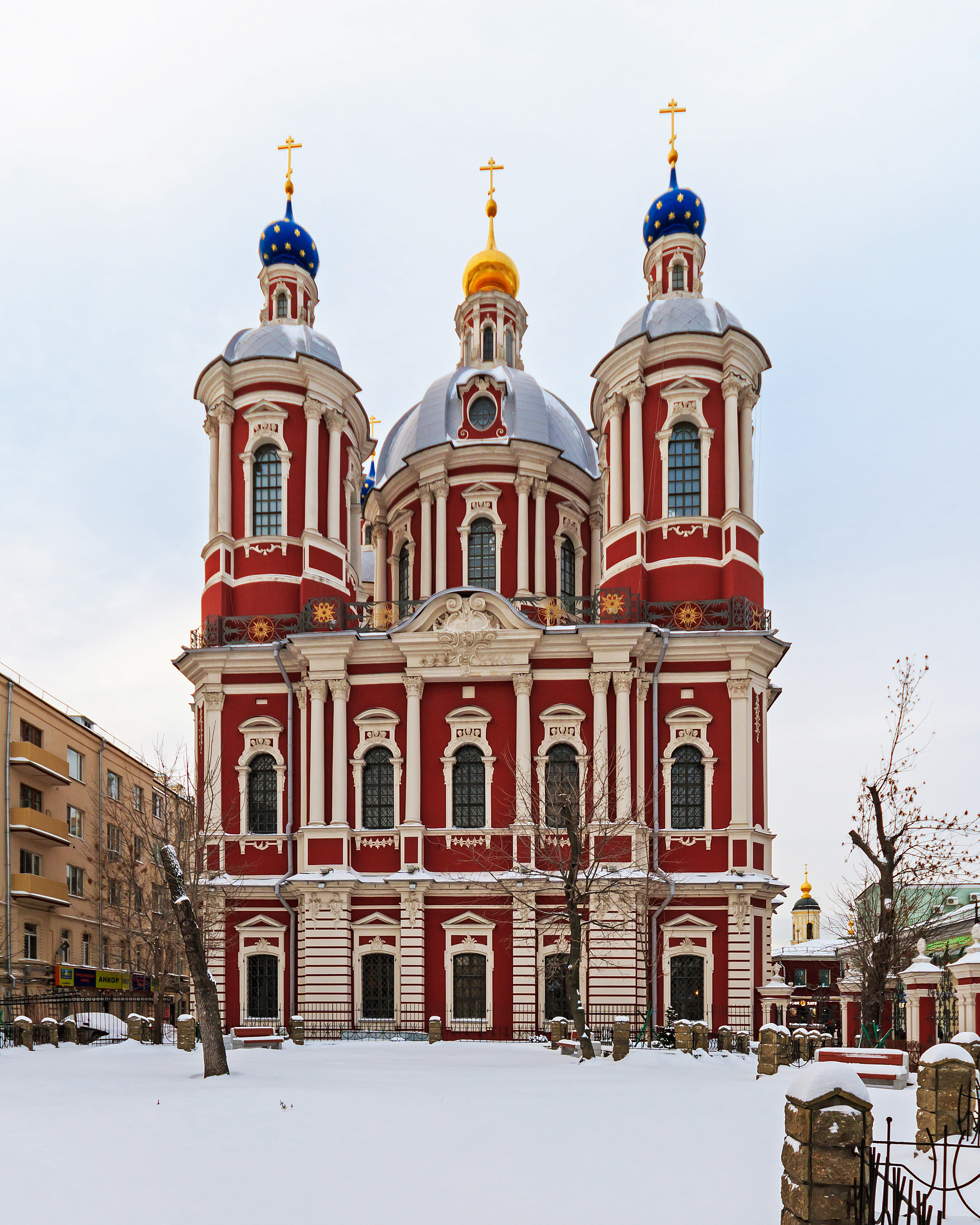
Chrám v zimě

### Proměny chrámu
První kamenný chrám na tomto místě je datován do roku 1657. V roce 1667 diakon Alexandr Stěpanovič Durov přestavěl chrám na tři přídělky – Proměnění páně, Znamení přesvaté Bohorodice a sv. Mikuláše.
Chrám byl přestavěn a znovu vysvěcen roku 1720, později, v letech 1756-1758 byl doplněn o refektář a zvonici. V roce 1762 získali věřící povolení k demolici většiny starého objektu. Na jeho místě stanul roku 1769 pětihlavý barokní chrám, jež byl vystavěn na náklady kupce K.M. Matvejeva. V této podobě se stavba zachovala dodnes.  Autor nové budovy není znám, nejspíš ji postavil I. J. Jakovlev podle projektu Petra Antonia Treziniho. Dle rukopisu „Slovo o chrámu sv. Klementa v Zamoskořečí“ věnoval na výstavbu chrámu značnou sumu 70 000 rublů generál-polní maršál A. Bestužev, jehož sídlo se nacházelo nedaleko.  
V své knize vzpomínek vyjadřuje básník 19. století, Apollon Grigorjev, obdiv nad tím, jak vévodil chrám zamoskvořeckému panoramatu v dobách jeho dětství: 
„Ovšem není to chrám sv. Praskověji, který ohromuje a svádí váše oči, když pomalu brázdíte pohledem moskevský obzor z jiho-východu na jih. Tím je chrám sv. Klementa, papeže římského. Před ním se zastvíte a procházejíc se po Pjatnické vás ohromí přísností a okázalostí svého stylu, dokonalou harmonií svých částí... Ten obzvláště vyniká mezi nepřeberným množstvím zdobených chrámů a zvonic, které již z dáli uchvacují svou originalitou a živopisností, a jimiž se vyznačuje jiho-východní část Zamoskvořečí...”

### Sovětská doba
V roce 1929 byl chrám uzavřen a roku od roku 1934  byly jeho prostory využívány jako archiv Knihovny V.I.Lenina. Architektonické změny provedl roku 1932 architekt C.F. Kulagin.

## Současnost
V roce 2008 byla budova chrámu, jejíž exteriér i interiér zůstaly do jisté míry neporušeny, předána pravoslavné církvi. Knihy byly odvezeny. V průběhu několika následujících let se bohoslužby konaly pouze v severním přídělku. Díky finanční podpoře moskevské administrace byla provedena rozsáhlá restaurace objektu. Práce skončily v roce 2014. 27. září byl chrám znovu vysvěcen patriarchou Kirillem.
Současným správcem chrámu je protojerej Leonid Kalinin.